# Ahrarne
Ahrarne (en ukrainien : Аграрне) ou Agrarnoïe (en russe : Аграрное ; en tatar de Crimée : Agrarnoye) est une commune urbaine de la république autonome de Crimée, en Ukraine, occupée par la Russie depuis 2014. Sa population s'élevait à 6 034 habitants en 2013.

## Géographie
Ahrarne se trouve dans la région centrale de la péninsule de Crimée, à 10 km au nord-ouest de Simferopol.

## Administration
Ahrarne fait partie de la municipalité de Simferopol (en ukrainien : Сімферопольська міськрада, Simferopols'ka mis'krada), qui comprend également la ville de Simferopol, les communes urbaines d'Aeroflotskyï, Hressivskyï et Komsomolske, et le village de Bitoumne. Aharne se trouve dans le raïon de Kyïvskyï, l'un des trois raïons de la municipalité.

## Histoire
Ahrarne a le statut de commune urbaine depuis 1981.

## Population
Recensements (*) ou estimations de la population :
| 1989* | 2001* | 2010  | 2011  | 2012  | 2013  |
| ----- | ----- | ----- | ----- | ----- | ----- |
| 3 535 | 3 454 | 5 747 | 5 938 | 5 986 | 6 034 |